# La Selve (Pyrénées-Orientales)
Pour les articles homonymes, voir La Selve et Selve.
La Selve  ou La Selva est une ancienne commune et un hameau situé à Maureillas-las-Illas, dans le département français des Pyrénées-Orientales.

## Géographie

### Localisation
La Selve se situe dans la partie sud-ouest de la commune de Maureillas-las-Illas, dans sa partie la plus montagneuse.

### Communes limitrophes
| Palol |           | Maureillas |
| Céret | La Selve  |            |
|       | Las Illas |            |

## Toponymie
Le nom du hameau, mentionné dès le XIVe siècle, tire son origine du latin Silva signifiant « forêt ». Il est passé en catalan sous la forme Selva et en vieux français sous Selve. On retrouve le mot Selva tel quel dans plusieurs autres toponymes catalans. Les deux écritures la Selva et la Selve se trouvent sur les différentes cartes de l'IGN en français.

## Histoire
La Selve devient commune en 1790.
Las Illas absorbe la commune de La Selve par décision préfectorale du 13 décembre 1822, confirmée le 20 février 1823 par une ordonnance royale et effective le 10 mars 1823. Les raisons de cette union sont multiples : faibles populations et revenus des deux villages ainsi que la non administration des affaires courantes à La Selve.

## Politique et administration
La commune de La Selve est intégrée dans le canton de Céret dès sa création en 1790 et demeure au sein du même canton lorsqu'elle est rattachée à la commune de Las Illas en 1823.

## Démographie
La population est exprimée en nombre de feux (f) ou d'habitants (H).
| 1365 | 1378 | 1470 | 1515 | 1720 | 1730 | 1755 | 1767 | 1789 |
| ---- | ---- | ---- | ---- | ---- | ---- | ---- | ---- | ---- |
| 5 f  | 6 f  | 5 f  | 3 f  | 5 f  | 8 f  | 9 f  | 48 H | 8 f  |

| 1794 | 1795 | 1796 | 1800 | 1804 | 1806 | 1820 | - | - |
| ---- | ---- | ---- | ---- | ---- | ---- | ---- | - | - |
| 50 H | 31 H | 38 H | 34 H | 45 H | 40 H | 45 H | - | - |

Notes :
- Le hameau de "l'Arbre gros" est systématiquement compté avec La Selve ;
- 1365 :  L'Arbre gros seulement ;
- 1553 : non inclus car comptée avec Las Illas ;
- À partir de 1826, la population est comptée avec celle de Las Illas.